# Valico alpino

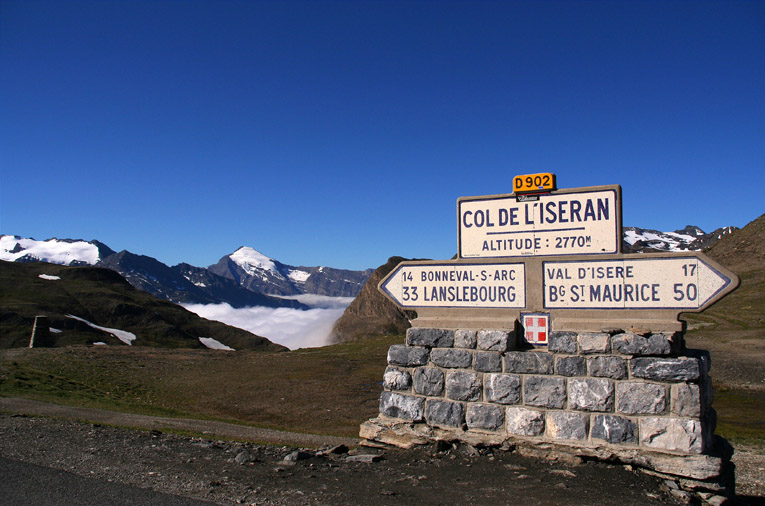
Col de l'Iseran

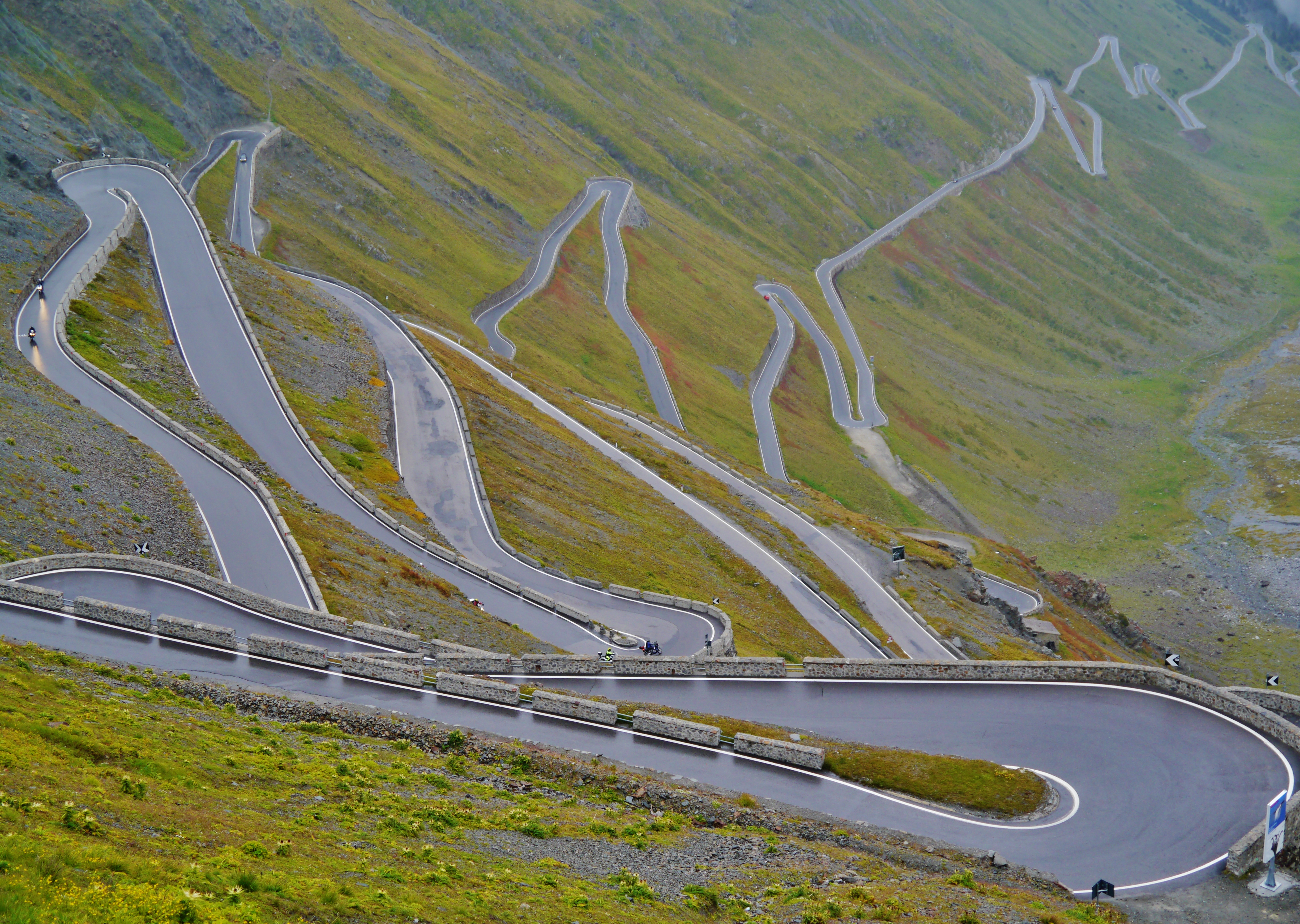
Passo dello Stelvio

Un valico alpino è un passo, luogo geografico che per le sue caratteristiche orografiche consente un agevole attraversamento, geografico e stradale, di versanti diversi delle Alpi. A seguire l'elenco dei valichi alpini, suddivisi per regioni poste in collegamento:

## Valichi tra Italia e Francia
- Colle della Lombarda (2351 m)
- Colle di Tenda (1321 m tunnel; 1908 m)

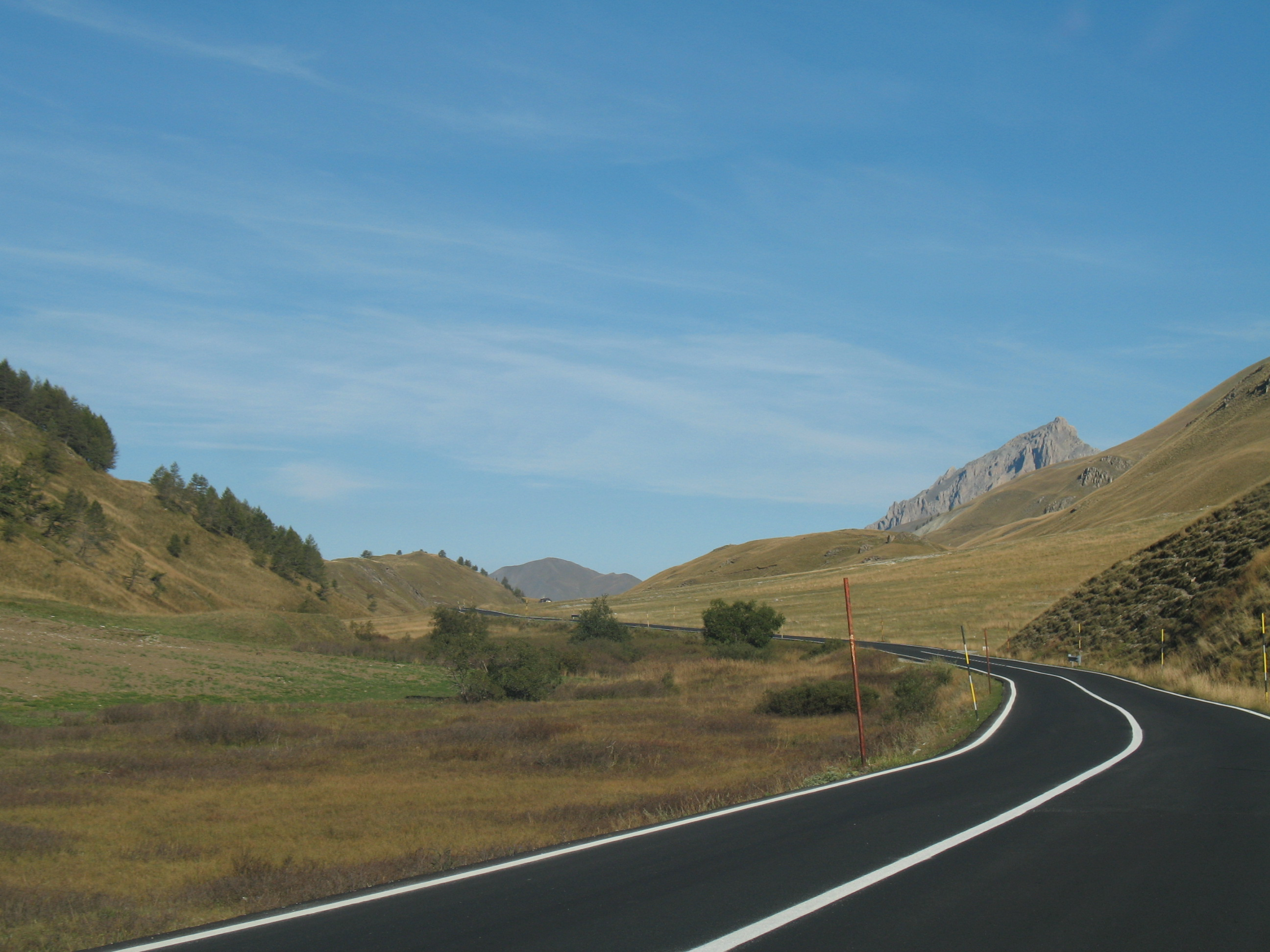
Colle della Maddalena

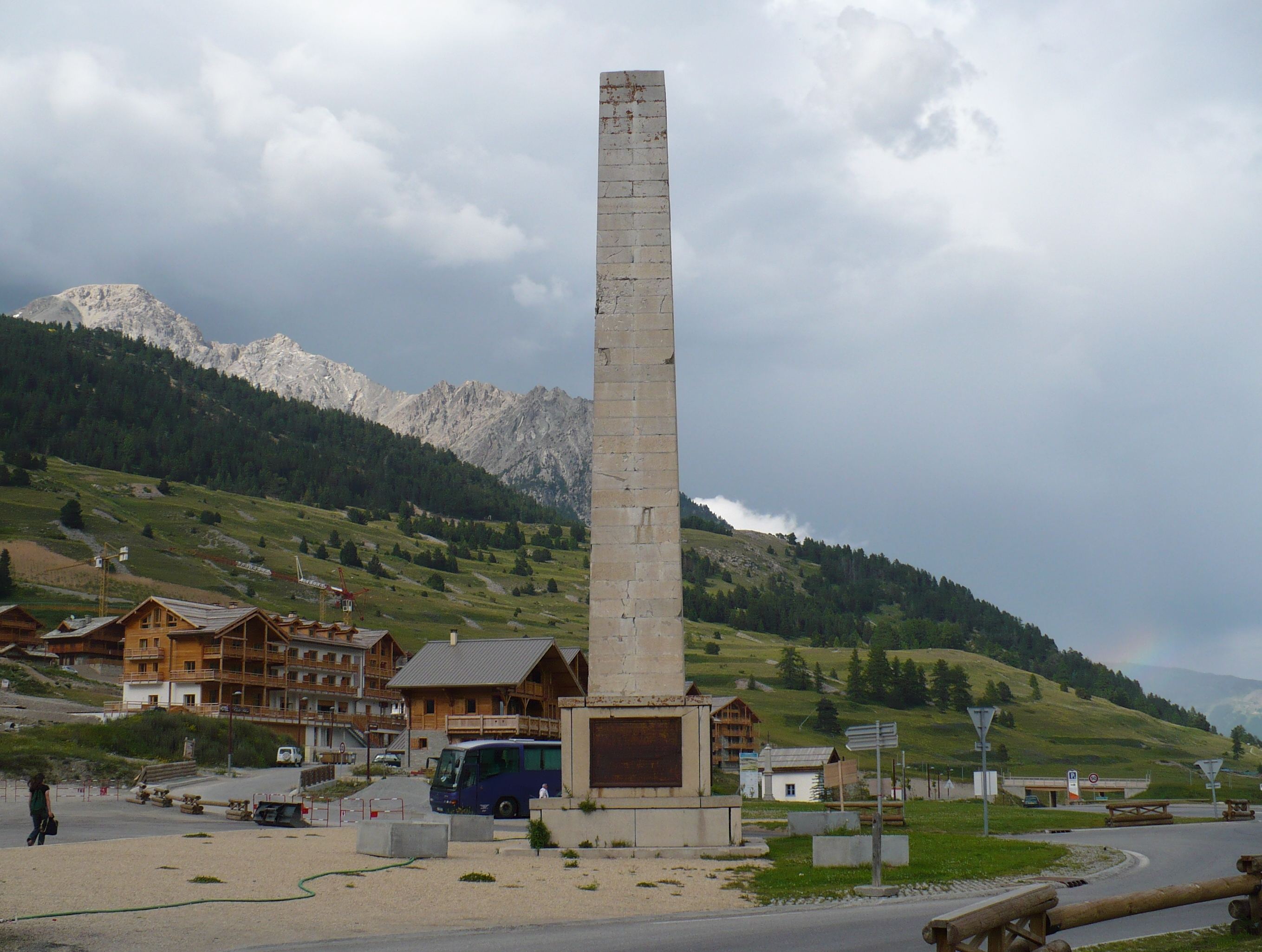
Colle del Monginevro

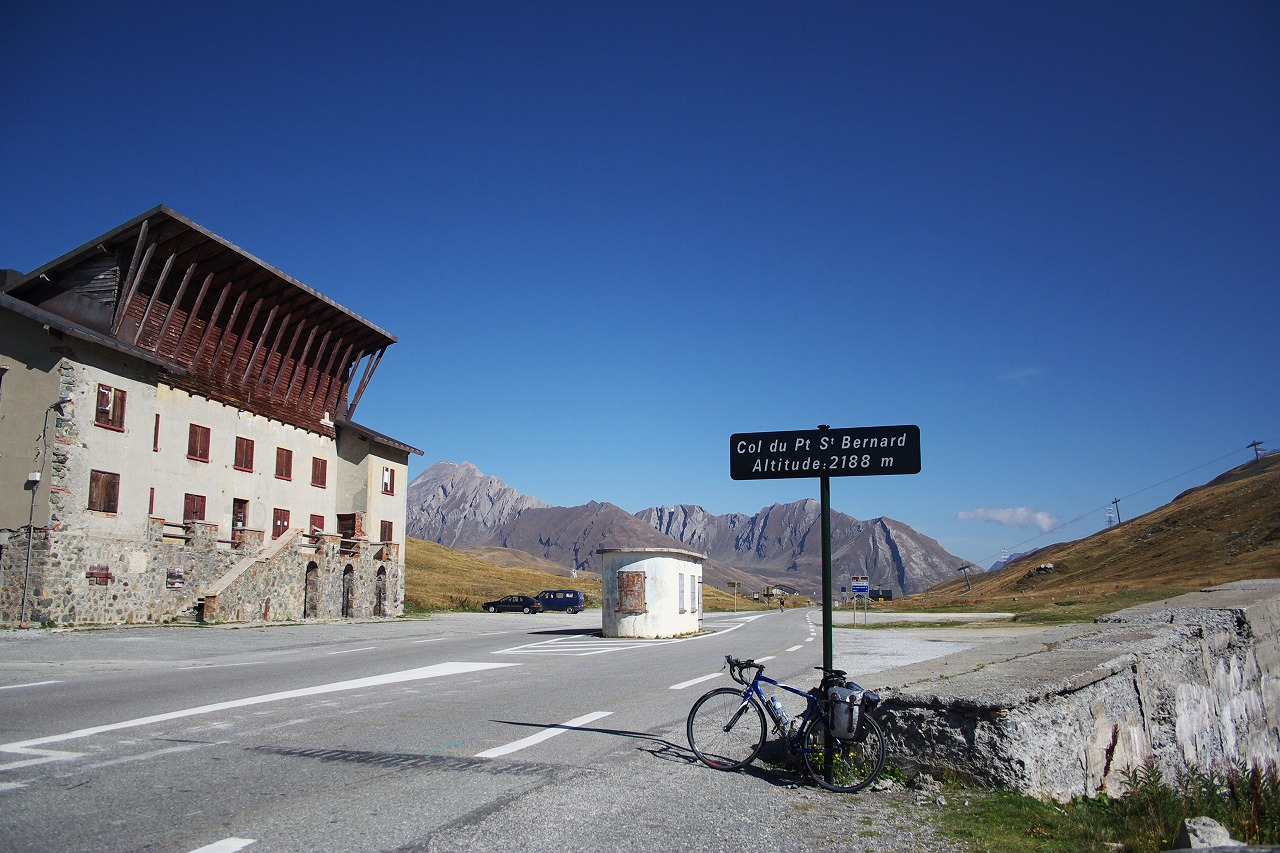
Colle del Piccolo San Bernardo

- Colle della Maddalena o Col de Larche (1996 m)
- Colle dell'Agnello (2748 m)
- Colle del Monginevro (1860 m)
- Colle della Scala (1743 m)
- Colle del Moncenisio (2083 m)
- Colle del Piccolo San Bernardo (2188 m)

Sentieri:
- Colle d'Ambin (2897 m)
- Colle d'Etiache (2799 m)
- Colle del Fréjus (2541 m)
- Colle del Longet (2647 m)
- Colle del Sommeiller (2962 m)
- Colle dell'Autaret (3071 m)
- Colle dell'Urina (2525 m)
- Colle della Croce (2298 m)
- Colle delle Traversette (2950 m)
- Passo Collerin (3202 m)
- Colle Galisia (2998 m)
- Colle del Gigante (3371 m)
- Colle della Pelouse (2797 m)
- Colle della Rho (2541 m)
- Colle della Seigne (2512 m)
- Colle del Maurin (2641 m)
- Passo di Vallanta (2815 m))
- Passo del Cornà (1046 m)

## Valichi tra Italia e Svizzera

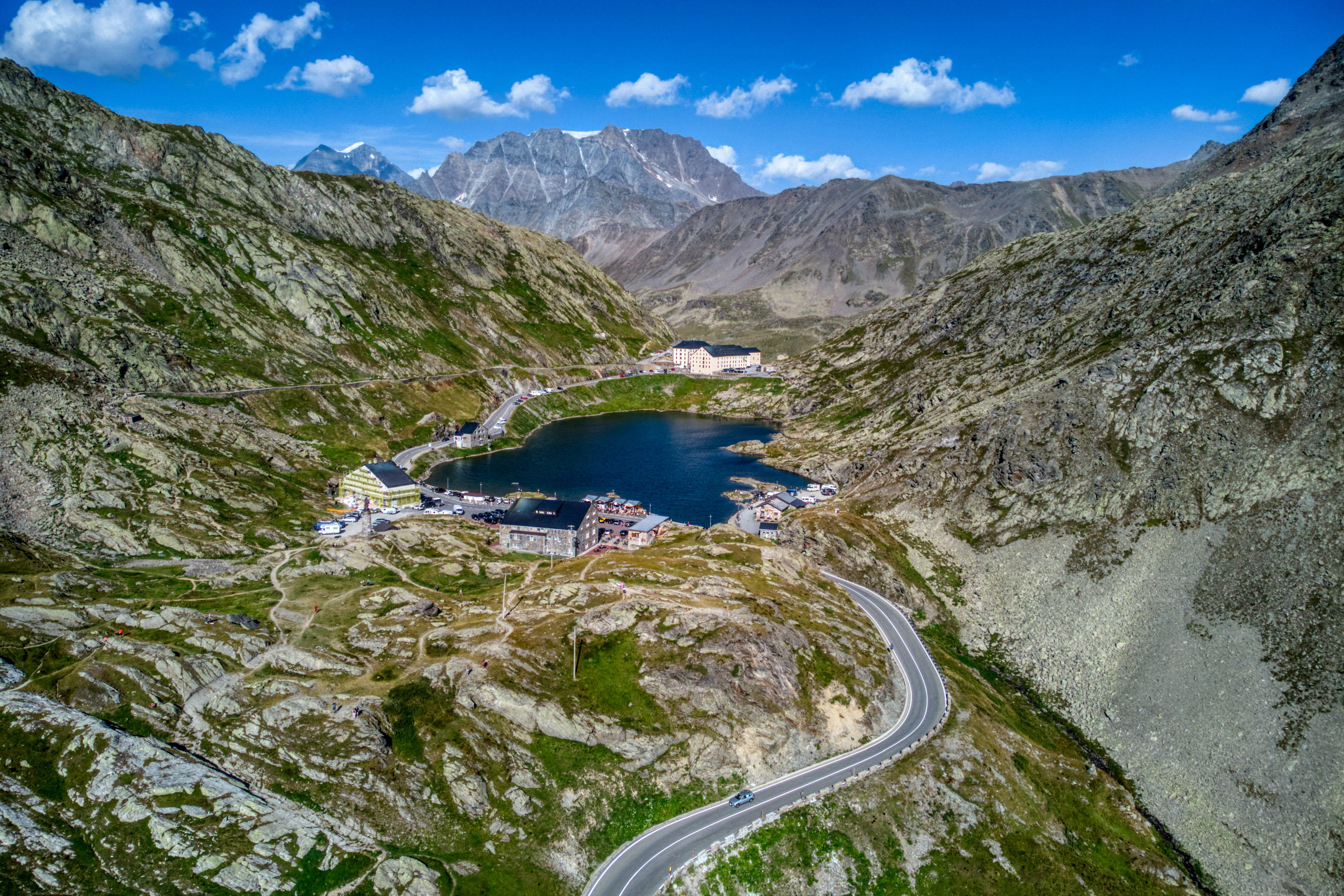
Colle del Gran San Bernardo

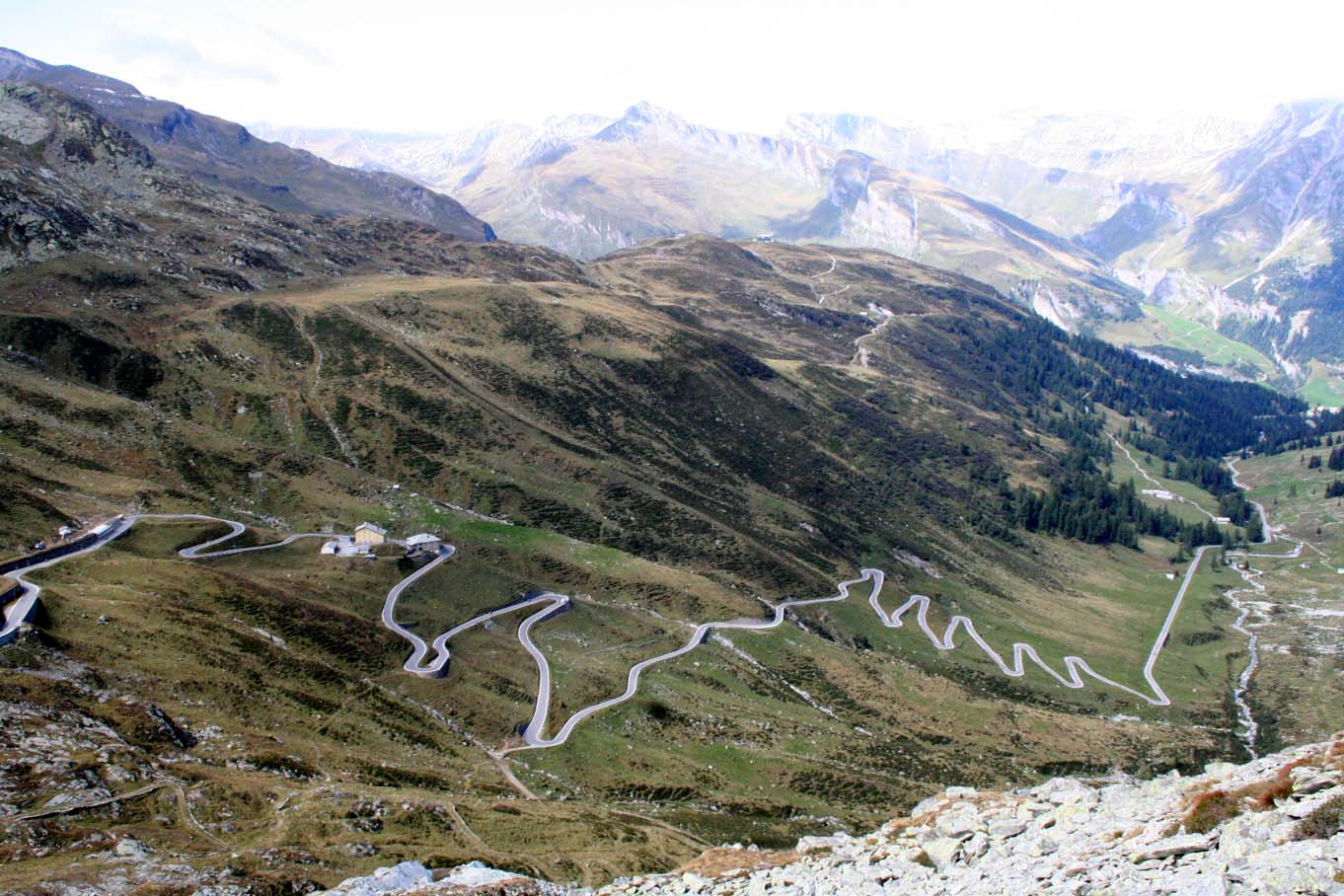
Passo dello Spluga

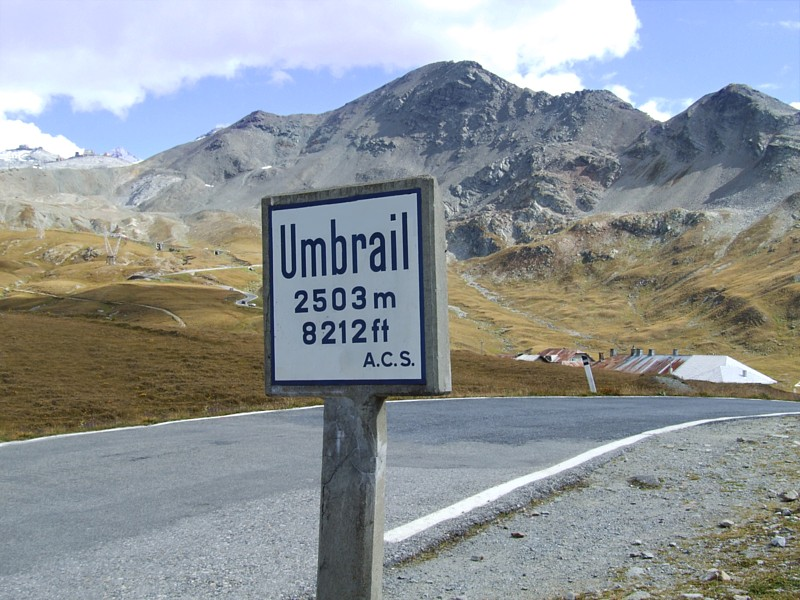
Passo dell'Umbrail

- Colle del Gran San Bernardo o Grosser St. Bernhard (2473 m)
- Passo del Maloja (1815 m)
- Passo dello Spluga o Splügenpass (2115 m)
- Passo San Lucio (1541 m)
- Forcola di Livigno (2315 m)
- Giogo di Santa Maria o Umbrailpass (2503 m)

Sentieri:
- Col Ferret (2543 m)
- Colle del Lys (Alpi Pennine) (4248 m)
- Colle del Felik (4061 m)
- Colle del Teodulo o Col de Saint-Théodule (3290 m)
- Passo del Monte Moro (2868 m)
- Passo Gries (2469 m)
- Passo di San Giacomo (2313 m)
- Passo San Jorio (2010 m)
- Colle Collon (3130 m)
- Passo di Niemet (2280 m)
- Passo del Muretto (2562 m)
- Passo di Antrona (2839 m)
- Passo Confinale (2654 m)

## Valichi tra Italia e Austria

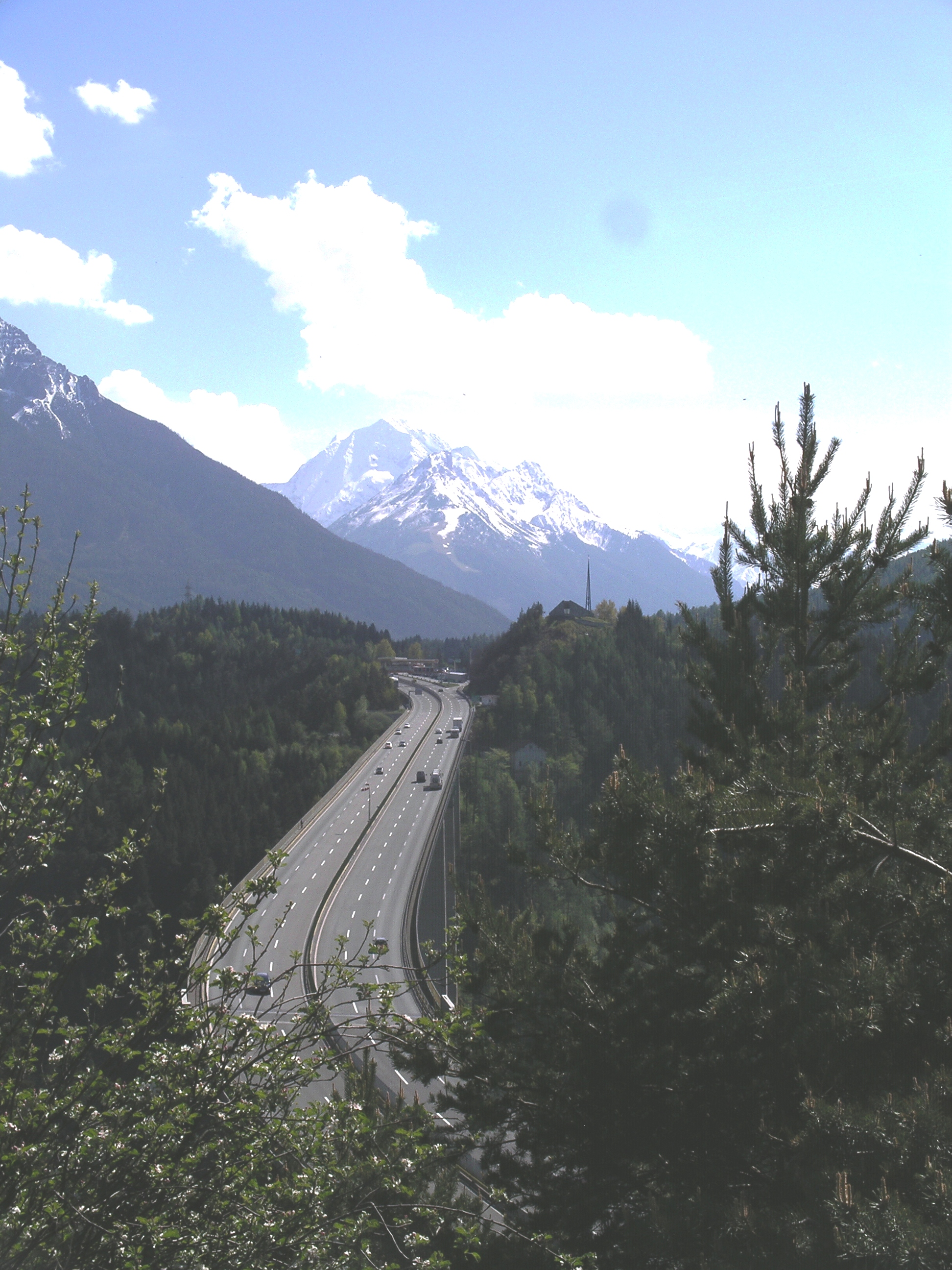
Passo del Brennero

- Passo del Rombo o Timmelsjoch (2509m)
- Passo di Resia o Reschenpaß (1508m)
- Passo di Vizze o Pfitscherjoch (2276m)
- Passo Gola o Klammljoch (2291m)
- Passo del Brennero o Brennerpass (1374m)
- Passo Stalle o Staller Sattel (2052m)
- Sella di Dobbiaco (1219m)
- Passo di Monte Croce Carnico o Plöckenpass (1360m)
- Passo di Pramollo o Naßfeldpass (1530m)

Sentieri
- Forcella del Picco o Birnlücke (2665m)
- Giogo Basso o Niederjoch (3017m)

## Valichi tra Italia e Slovenia
- Valico di Fusine o Rateče (854m)

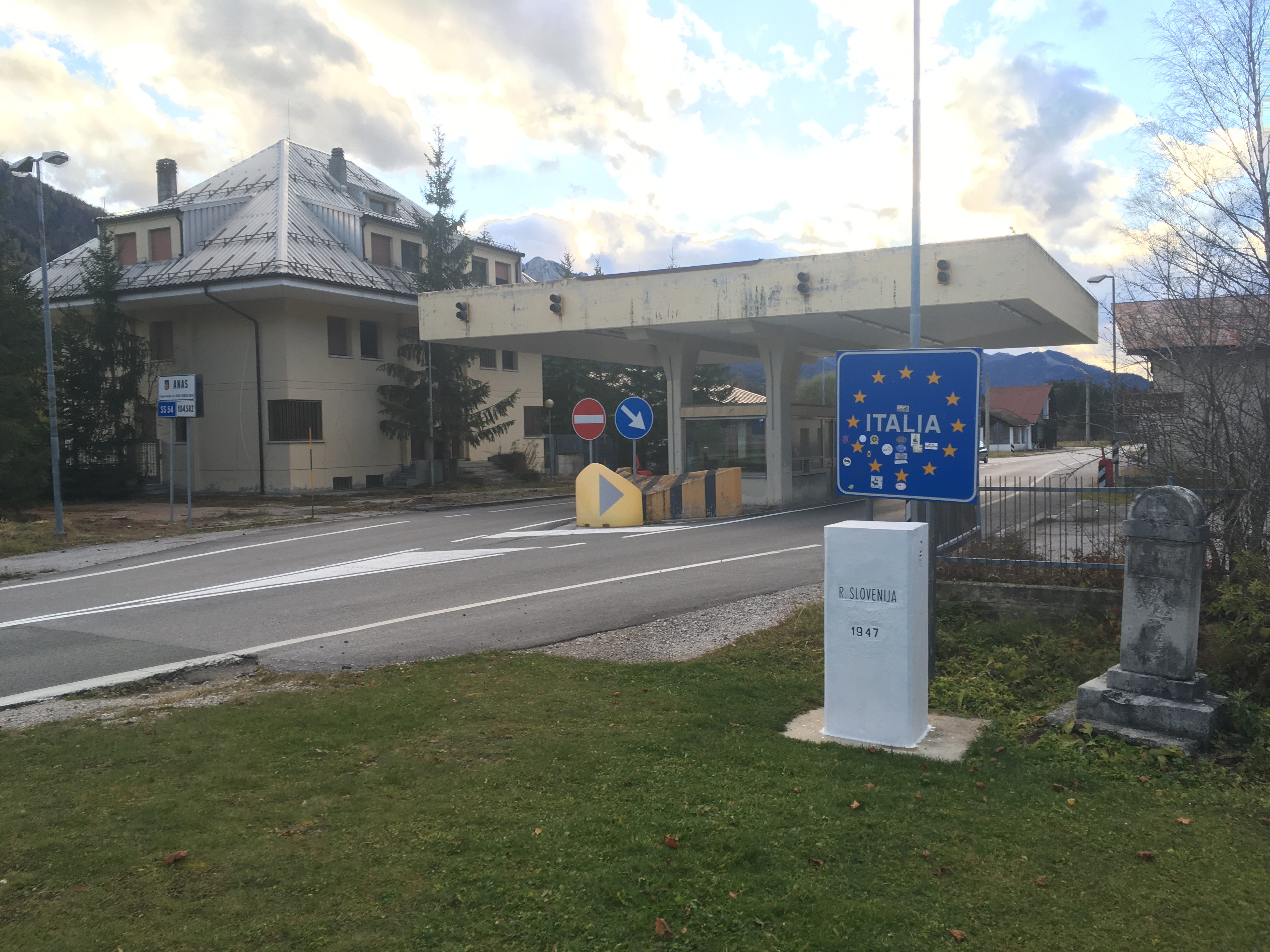
Valico di Fusine

- Passo del Predil o Prelaz Predel (1156m)
- Valico di Stupizza / Robič (400m)
- Valico di Tanamea / Uccea (851m)

## Valichi tra Austria e Germania
- Achenpass (941m)
- Scharnitzpass (955m)

## Valichi alpini in Italia

### Alpi Liguri
- Colle di Caprauna (1394m)
- Colle del Garezzo (1771 m)
- Passo della Teglia (1385 m)
- Colla di Casotto (1381m)

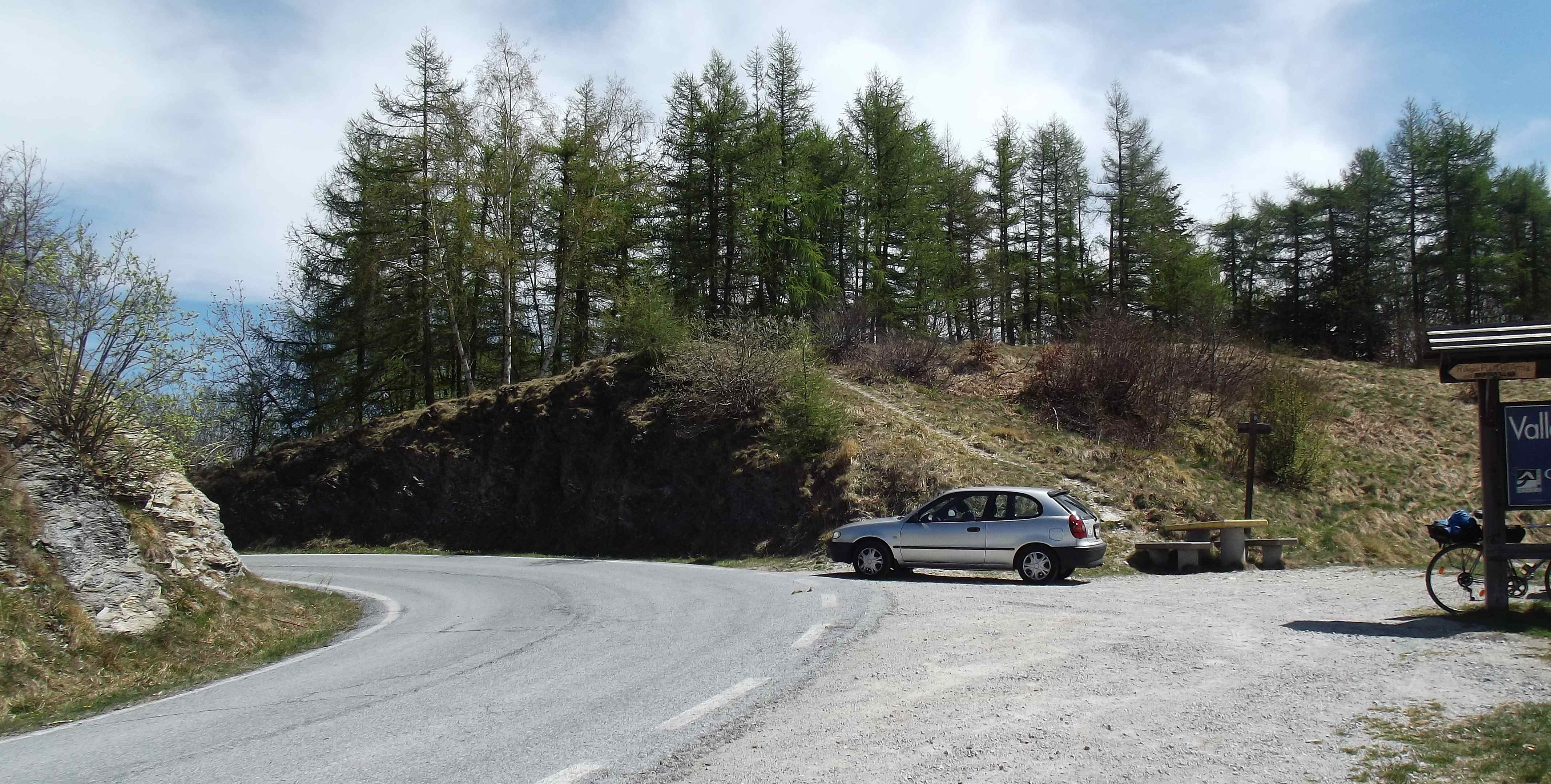
Colle di Caprauna

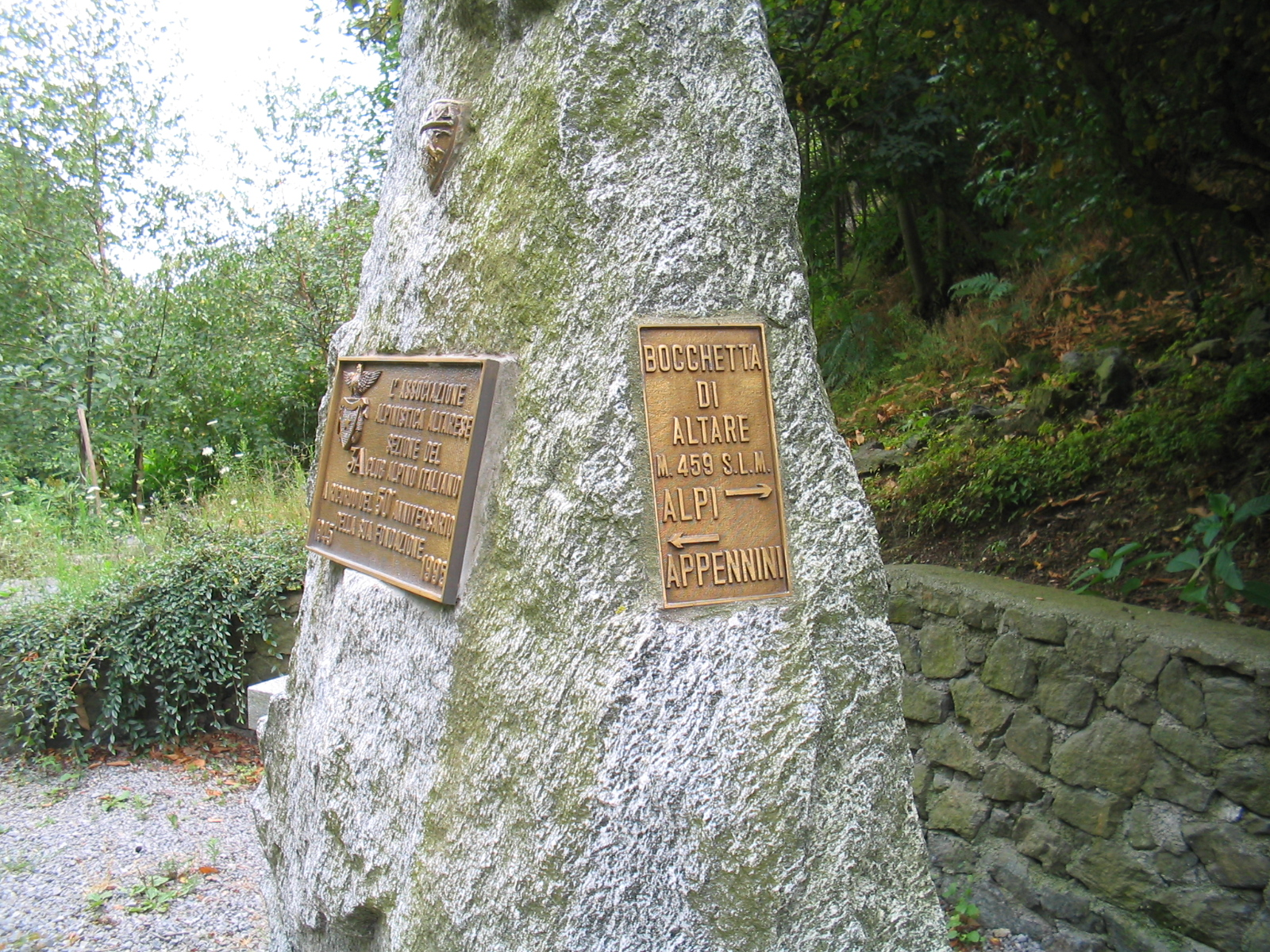
Colle di Cadibona

- Colle San Bernardo di Mendatica (1262m)
- Colle del Melogno (1.028m)
- Colle di Nava (941m)
- Colle San Bernardo (857m)
- Colla Baltera (796m)
- Passo del Ginestro (677m)
- Colle San Bartolomeo (625 m)
- Colle di Cadibona (435m)
- Colle Scravaion (814m)

Sentieri
- Passo Garlenda (2021m)
- Passo Frontè (2081m)

### Alpi Occidentali

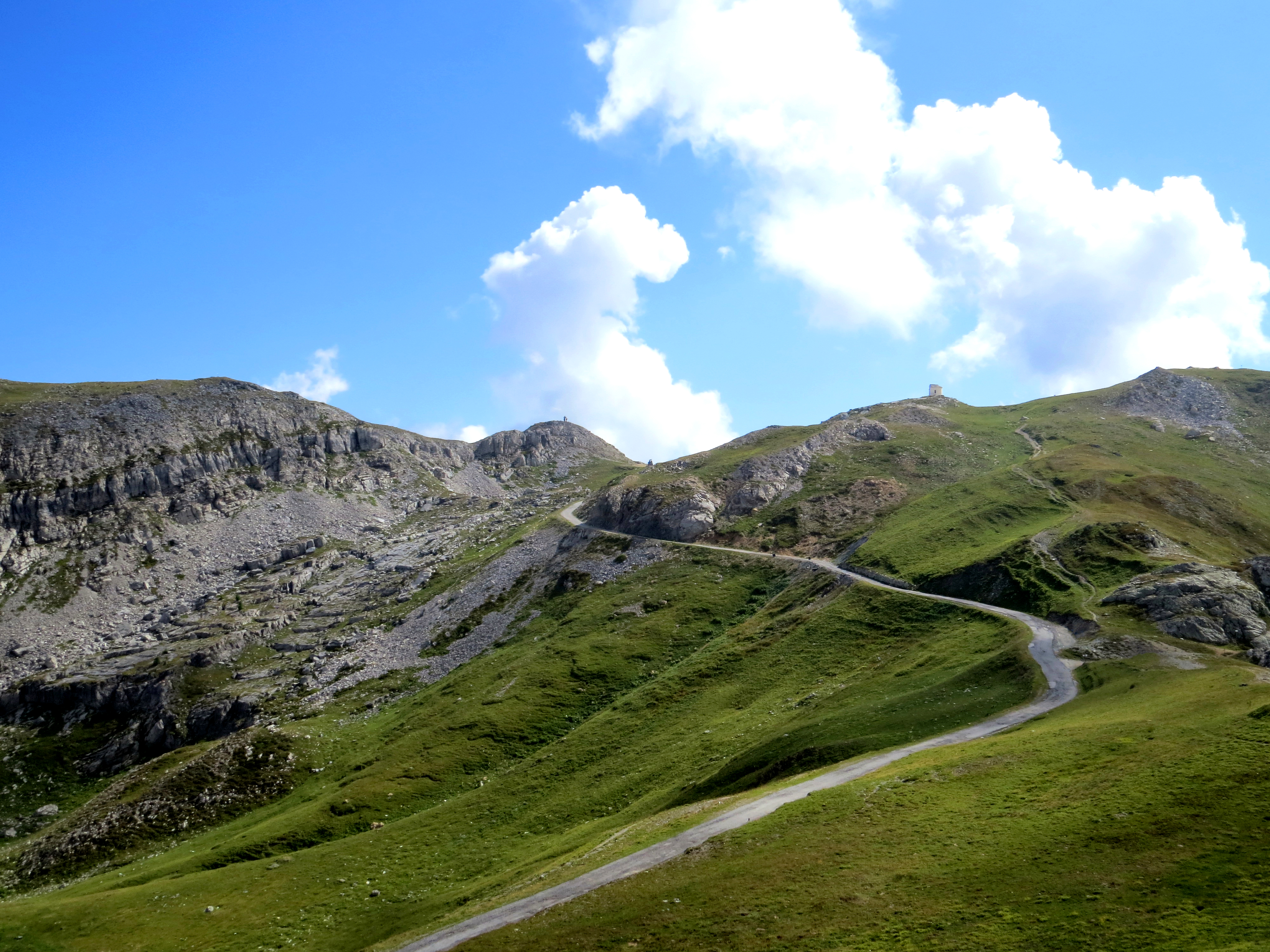
Colle Fauniera

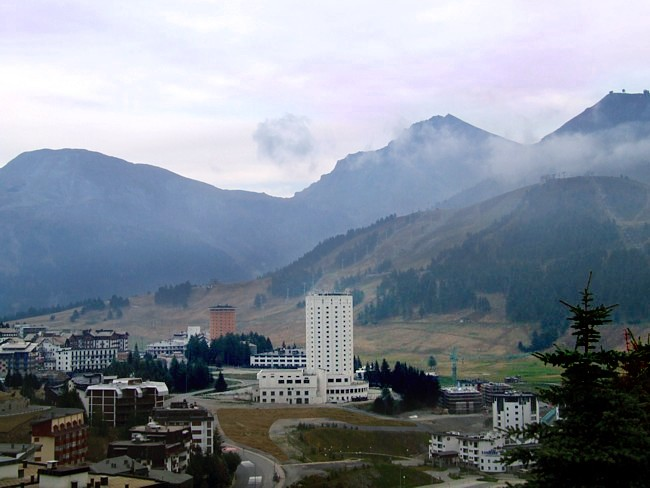
Colle del Sestriere

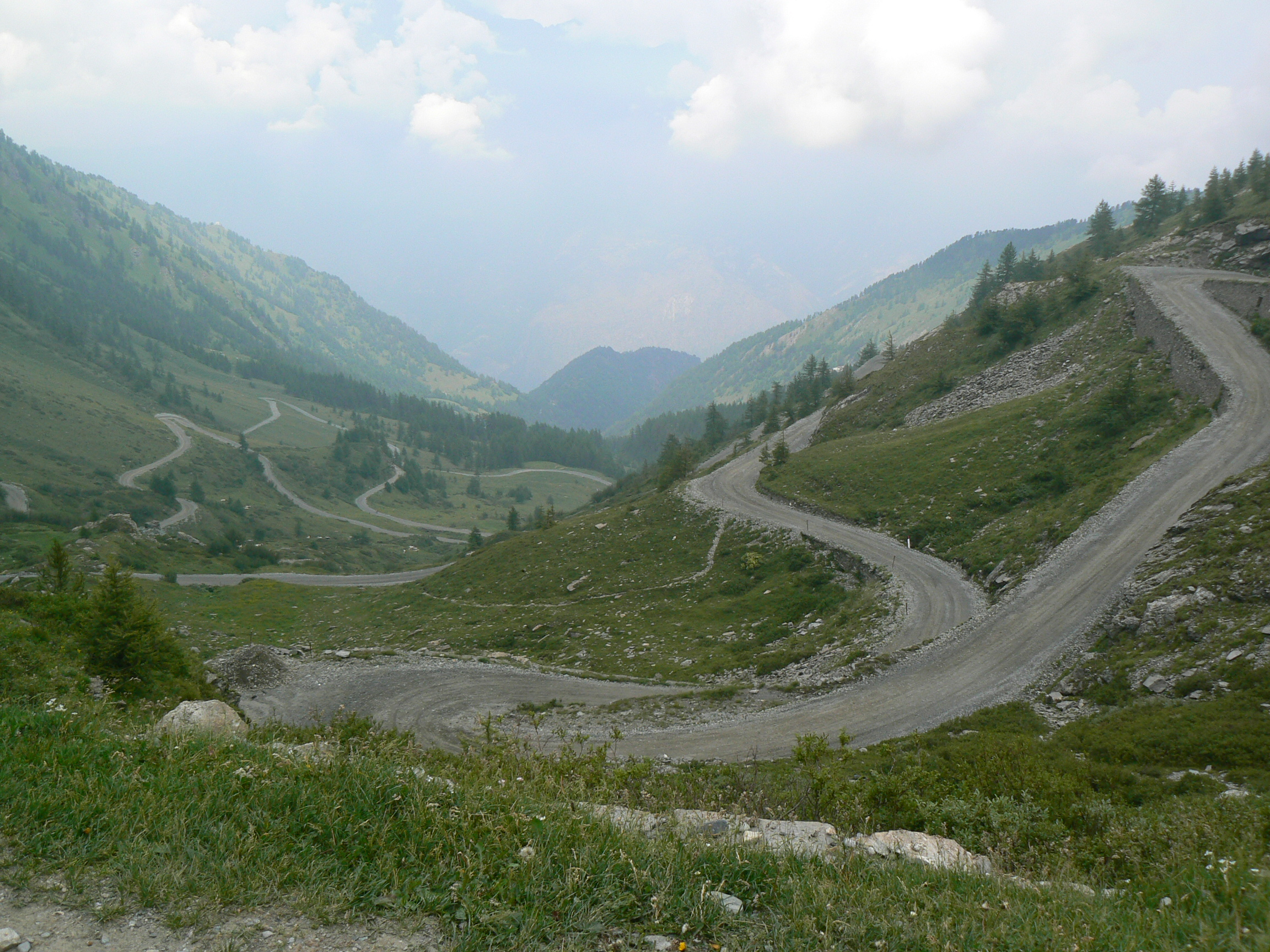
Colle delle Finestre

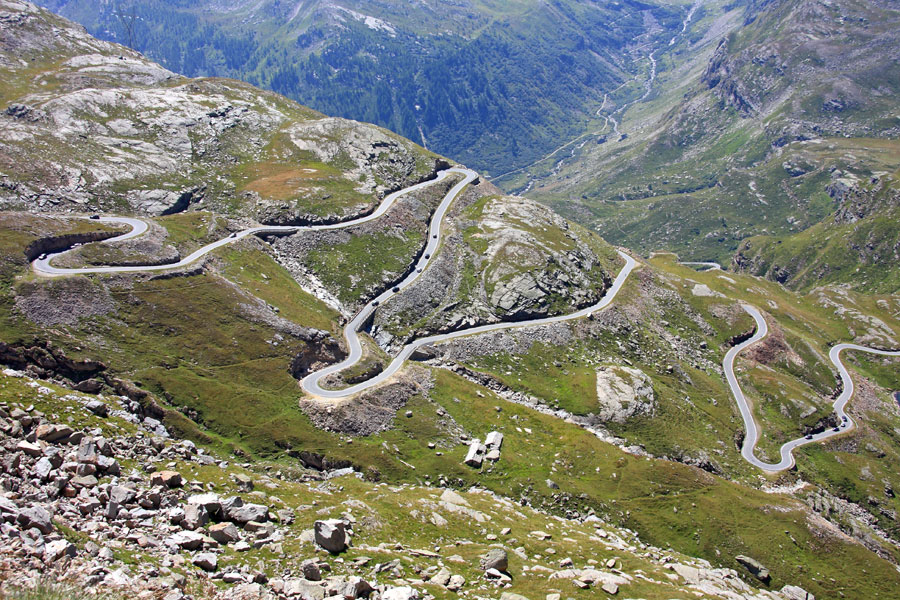
Colle del Nivolet

- Colle della Fauniera o dei morti (2481m)
- Colle Valcavera (2416m)
- Colle di Sampeyre (2284m)
- Colle d'Esischie (2370m)
- Colle delle Finestre (2176m)
- Colle del Sestriere (2035m)
- Colle Braida (1007m)
- Colle del Lis (1311m)
- Colle del Nivolet (2612m)
- Colle di Blegier (2381m)
- Colle San Carlo o Col d'Arpy (1911m)
- Col de Joux (1640m)
- Colle San Pantaleone (1650m)
- Bocchetto di Sessera (1373m)
- Colle del Colombardo (1888m)
- Bocchetta della Boscarola (1423m)

Sentieri:
- Ghicet di Sea (2735m)
- Colle superiore delle Cime Bianche (2982m)
- Col Fenêtre (2840m)
- Colle di Entrelor (3007m)
- Colle Bettaforca (2727m)
- Col d'Olen (2881m)
- Passo dei Salati (2998m)
- Colle del Loo (2452m)
- Fenêtre de Champorcher (2827m)
- Colle Carrel (2897m)
- Passo del Turlo (2738m)
- Passo della Croce (1254m)
- Colle della Gragliasca (2208m)
- Colle della Mologna Grande (2364m)
- Colle della Gianna (2531m)
- Colle del Mulo (2527m)
- Colle Pinter (2776m))
- Colle della Vecchia (2185m)
- Colle della Lace (2121m)
- Colle della Barma (2257m)
- Bocchetta del Corso (1943m)
- Colle Giulian (2451m)

### Alpi Centrali

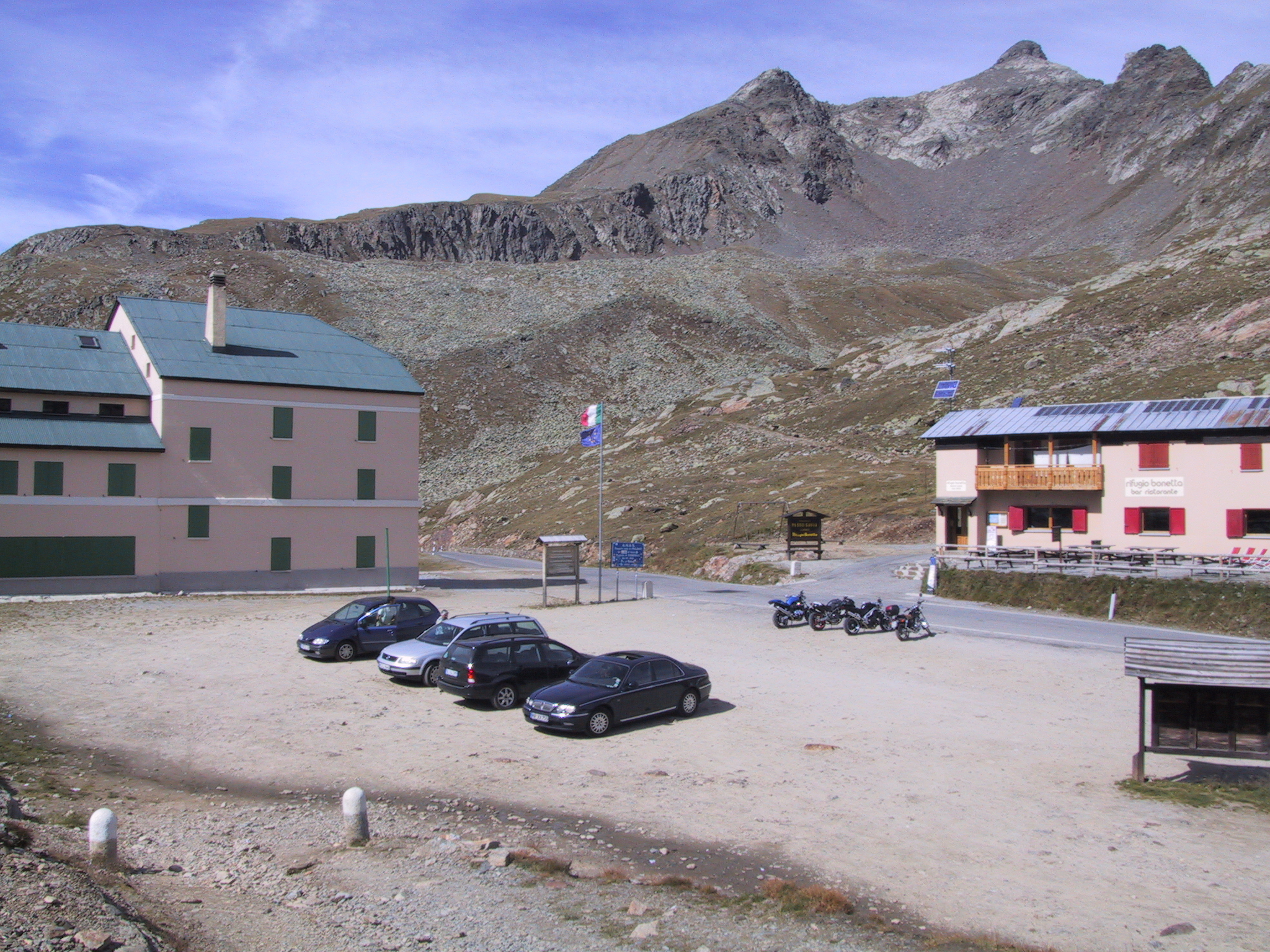
Passo di Gavia

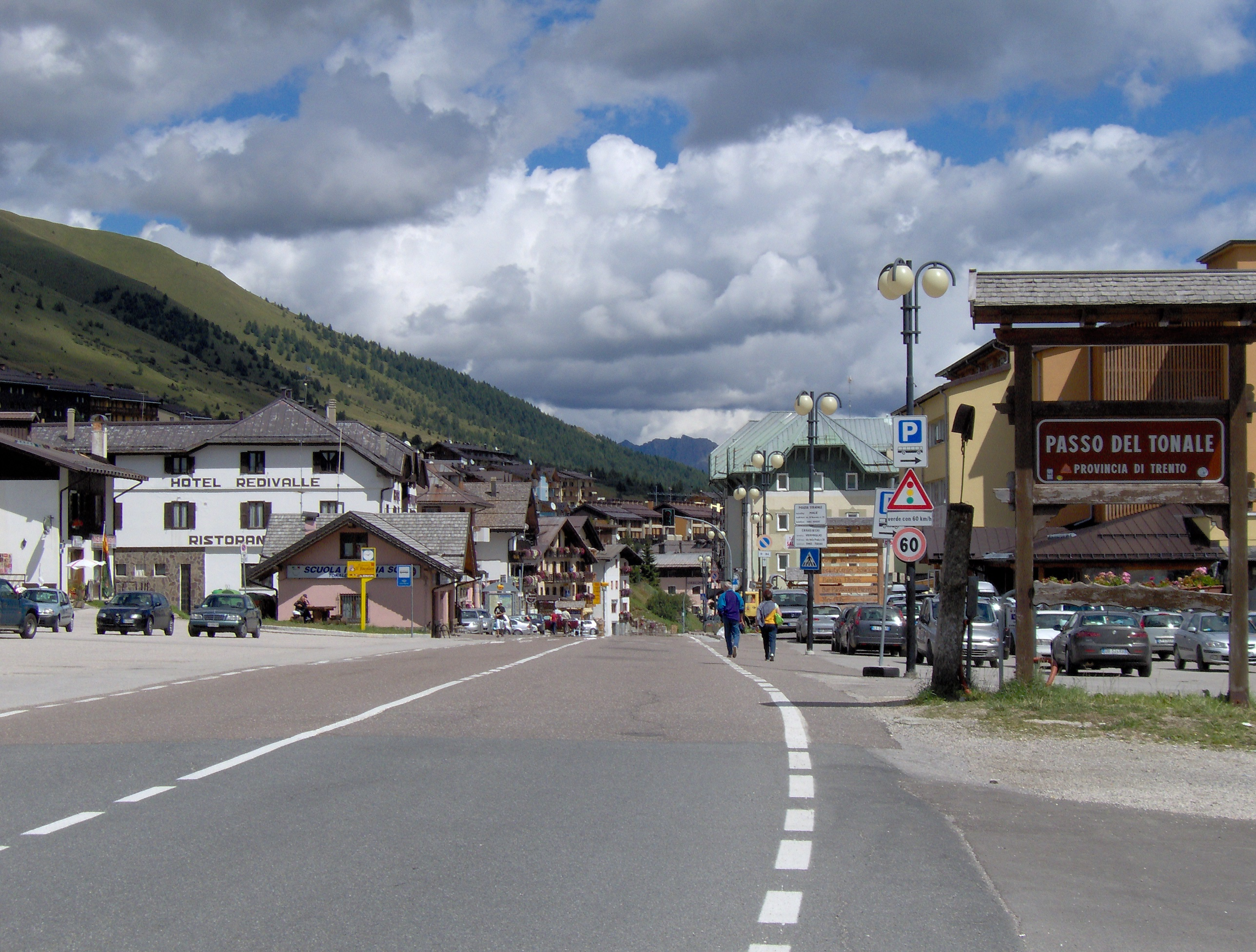
Passo del Tonale

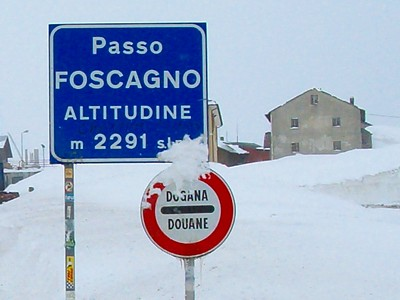
Passo del Foscagno

- Passo dello Stelvio o Stilfserjoch (2758m)
- Passo di Gavia (2621m)
- Passo del Foscagno (2291m)
- Passo di Pennes o Penser Joch (2214m)
- Passo dell'Eira (2208m)
- Passo di Monte Giovo o Jaufenpass (2094m)
- Passo San Jorio (2010m)
- Passo di San Marco (1992m)
- Passo di Crocedomini (1892m)
- Passo del Tonale o Tonalepass (1883m)
- Passo del Mortirolo (1852m)
- Passo del Vivione (1828m)
- Passo del Tremalzo o Tremalzopass (1694m)
- Campo Carlo Magno (1681m)
- Passo del Maniva (1660m)
- Passo San Lucio (1541m)
- Passo delle Palade o Gampenpass (1518m)
- Passo Baremone (1450m)
- Passo della Mendola o Mendelpass (1363m)
- Culmine di San Pietro (1350m)
- Valico di Valcava (1340m)
- Passo della Presolana (1297m)
- Colle di Zambla (1238m)
- Passo dell'Aprica (1175m)
- Pian delle Alpi (983m)
- Colle del Ghisallo (754m)
- Passo del Cavallo (742m)
- Passo dei Tre Termini (681m)

Sentieri
- Passo Bondione (2680m)
- Passo Coca (2645m)
- Passo Caronella (2612m)
- Passo di Pila (2513m)
- Passo di Valsecca (2496m)
- Passo di Rabbi (2449m)
- Passo della Portula (2273m)
- Passo di Val Dritta (2207m)
- Passo di Mezzeno (2142m)
- Passo dei Laghi Gemelli (2139m)
- Passo Tartano (2108m)
- Passo Dordona (2061m)
- Passo della Manina (1796m)

### Alpi Orientali
- Passo Sella o Sellajoch (2240m)
- Passo Giau (2236m)
- Passo Pordoi o Pordoijoch (2239m)

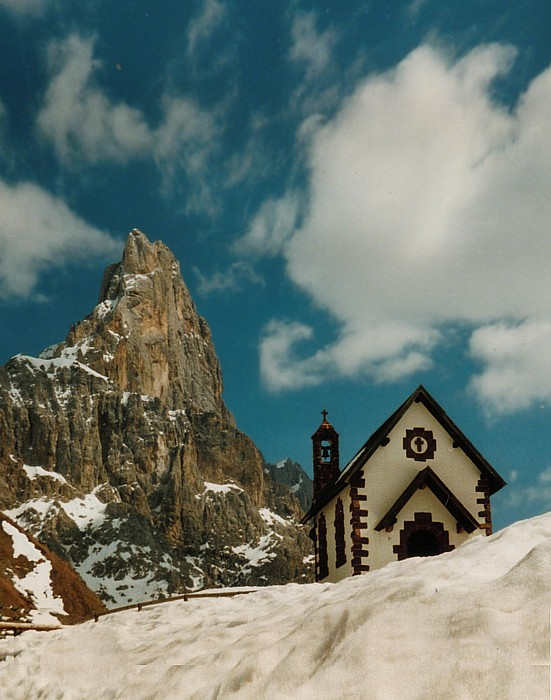
Passo Rolle

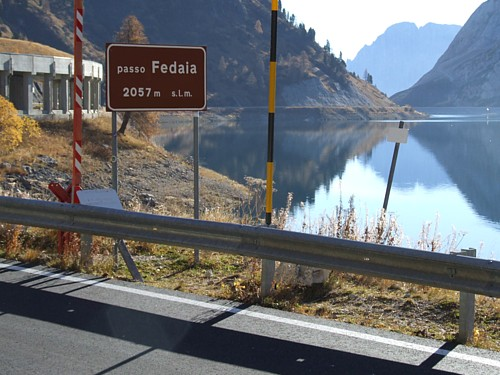
Passo Fedaia

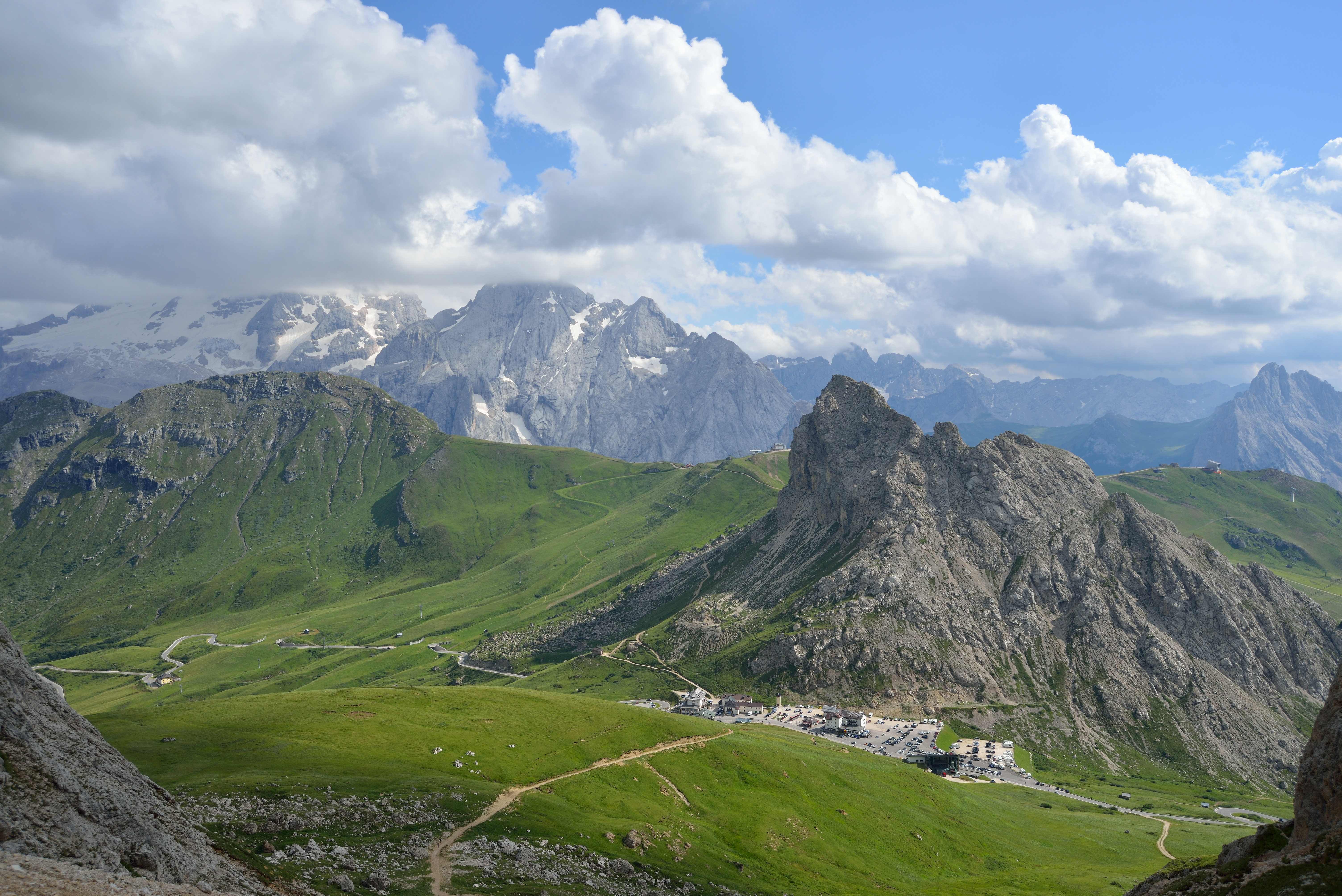
Il Passo Pordoi, nelle Dolomiti

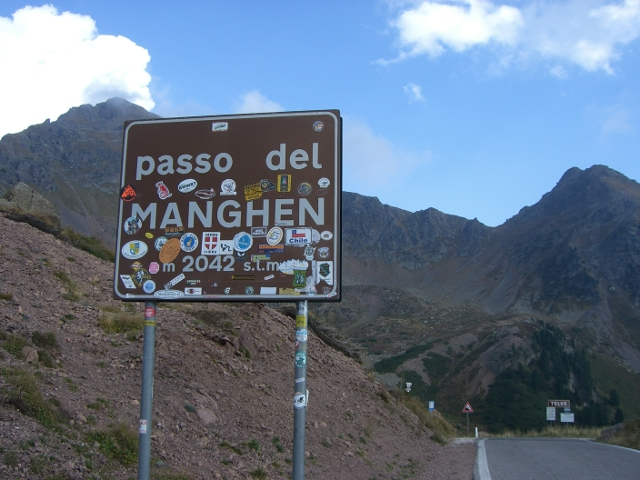
Passo Manghen

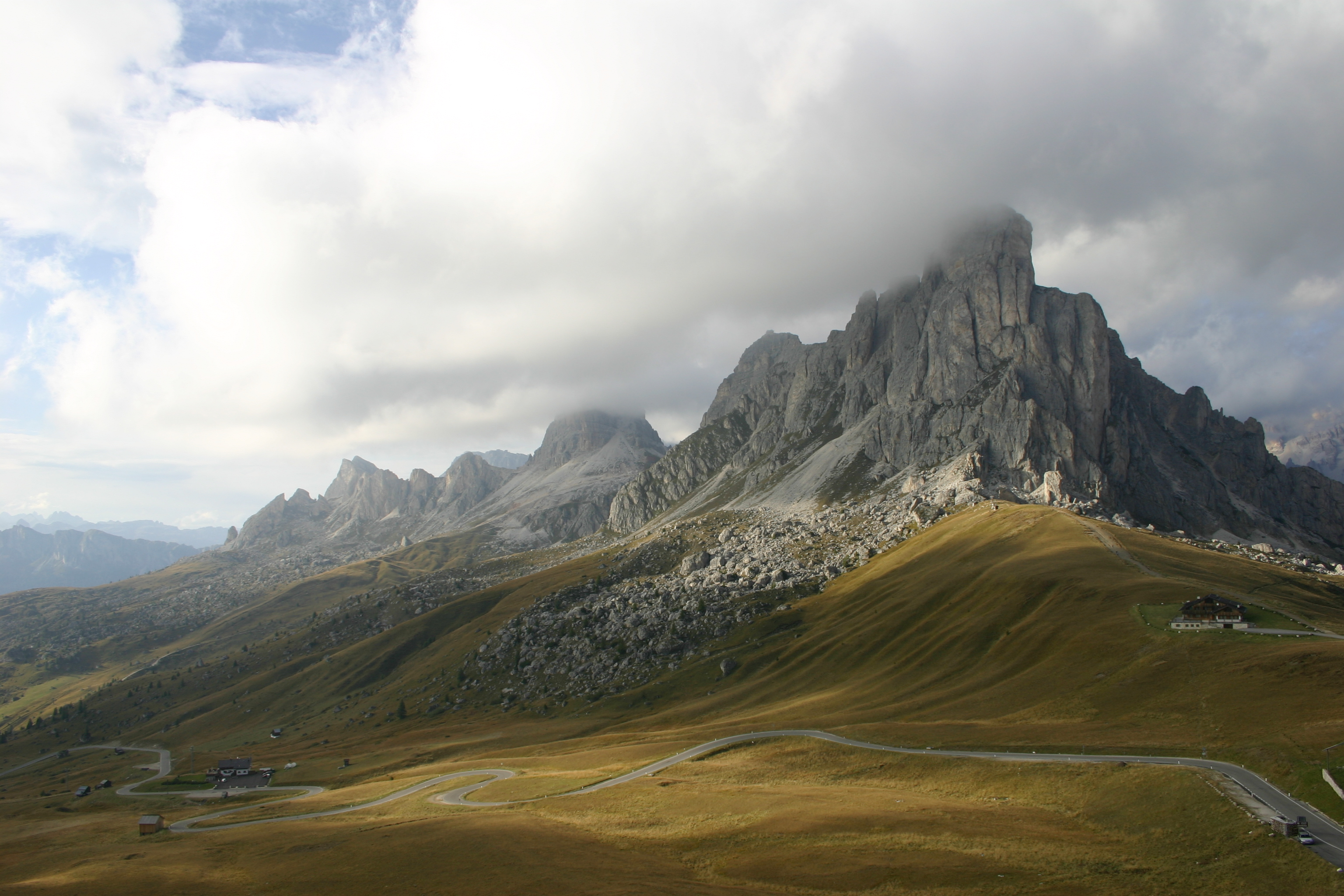
Passo Giau

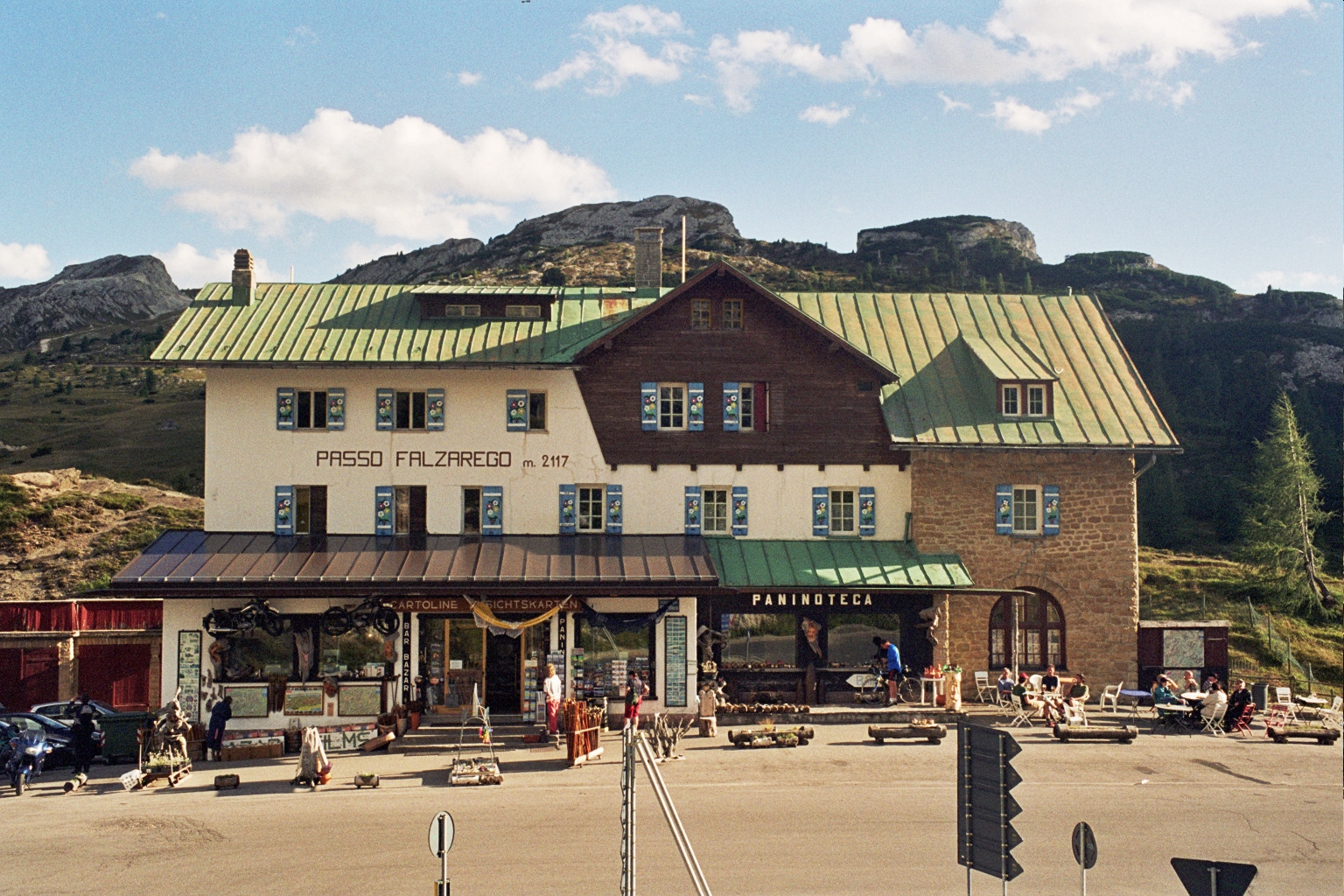
Passo Falzarego

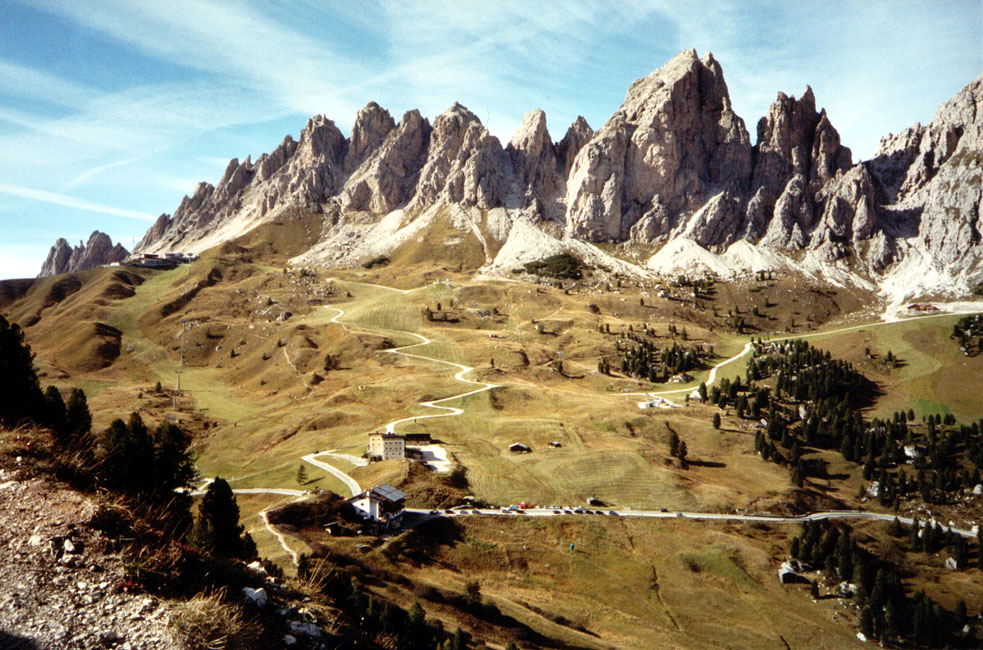
Passo Gardena

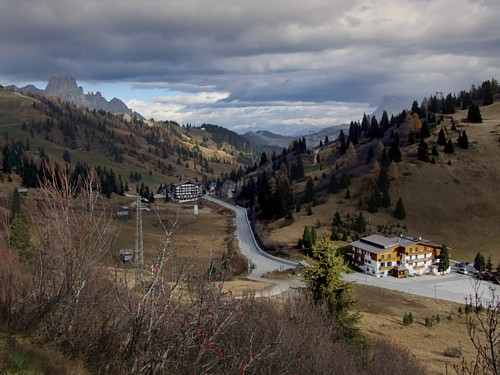
Passo di Campolongo

- Passo di Valparola o Valparolapass (2192m)
- Passo Gardena o Grödner Joch (2121m)
- Passo di Falzarego (2109m)
- Passo Fedaia (2057m)
- Passo Manghen (2047m)
- Passo Valles (2033m)
- Passo Cinque Croci (2016m)
- Passo delle Erbe o Würzjoch (2003m)
- Passo di Oclini o Jochgrimm (1989m)
- Passo di Pampeago (1983m)
- Passo Rolle o Rollepass (1970m)
- Passo San Pellegrino (1918m)
- Passo di Campolongo (1875m)
- Passo di Lavazè o Lavazejoch (1805m)
- Passo Tre Croci (1805m)
- Passo Staulanza / Forcella Staulanza o Staulanzapass (1773m)
- Passo Furcia o Furkelsattel (1759m)
- Passo di Costalunga o Karerpass (1741m)
- Passo Nigra o Nigerpass (1688m)
- Passo Campo Carlo Magno (1682m)
- Passo di Monte Croce di Comelico o Kreuzbergpass (1636m)
- Passo Brocon (1616m)
- Passo Coe (1610m)
- Passo Duran (1605m)
- Forcella Lavardet (1542m)
- Passo Cibiana (1530m)
- Passo Cimabanche o Im Gemärk (1529m)
- Passo Buole (1460m)
- Passo di Campogrosso (1460m)
- Passo Redebus (1455m)
- Passo Vezzena (1402m)
- Passo delle Fittanze della Sega (1399m)
- Passo Cereda (1369m)
- Passo Sommo (1350m)
- Forcella Aurine (1299m)
- Passo della Mauria (1298m)
- Passo Daone (1291m)
- Passo della Borcola (1206m)
- Pian delle Fugazze (1162m)
- Valico della Fricca (1098m)
- Passo di San Lugano (1097m)
- Passo Xomo (1058m)
- Forcella di Monte Rest (1052m)
- Passo Croce d'Aune (1011m)
- Passo Gobbera (989m)
- Passo della Forcella (910m)
- Passo di Sant'Osvaldo (827m)
- Sella di Camporosso o Saifnitzer Sattel (816m)
- Passo San Boldo (706m)

Sentieri
- Passo delle Scalette (2348m)
- Passo della Lora (1716m)
- Passo Ponte di Ghiaccio (2545m)
- Passo di Antermoia (2770m)
- Passo delle Ciaresole (2282m)
- Passo delle Selle (2530m)

### Suddivisione per regione
- Categoria:Valichi della Valle d'Aosta
- Categoria:Valichi del Piemonte
- Categoria:Valichi della Lombardia
- Categoria:Valichi del Trentino-Alto Adige
- Categoria:Valichi del Veneto
- Categoria:Valichi del Friuli-Venezia Giulia

## Valichi alpini in Francia
- Col de Braus (1002m)
- Col de la Croix-de-Fer (2068m)
- Col de Joux Plane (1691m)
- Colle d'Allos (2247m)
- Colle del Galibier (2646m)
- Colle del Glandon (1924m)
- Colle del Granon (2413m)
- Colle del Lautaret (2058m)
- Colle del Parpaillon (2783m)
- Colle del Télégraphe (1566m)
- Colle dell'Iseran (2770m)
- Colle dell'Izoard (2361m)
- Colle della Bonette (2715m)
- Colle della Colombière (1613m)
- Colle della Cayolle (2337m)
- Colle della Madeleine (1993m)
- Colle di Rochilles (2496m)
- Colle di Vars (2111m)
- Col des Champs (2080m)
- Colle des Aravis (1.486m)
- Colle Bayard (1246m)
- Col de la Givrine (1228m)
- Col de Manse (1268m)
- Col de Sarenne (1999m)
- Colle della Croix Haute (1176m)
- Col d'Èze (507m)
- Colle di Meraillet (1605m)
- Colle des Montets (1461m)
- Col d'Ornon (1367m)
- Pas de Morgins (1369m)
- Sella di Megève (1027m)

Sentieri
- Colle Clapier (2491m)
- Col du Bonhomme (2483m)
- Colle del Maurin (2641m)
- Colle della Leisse (2761m)

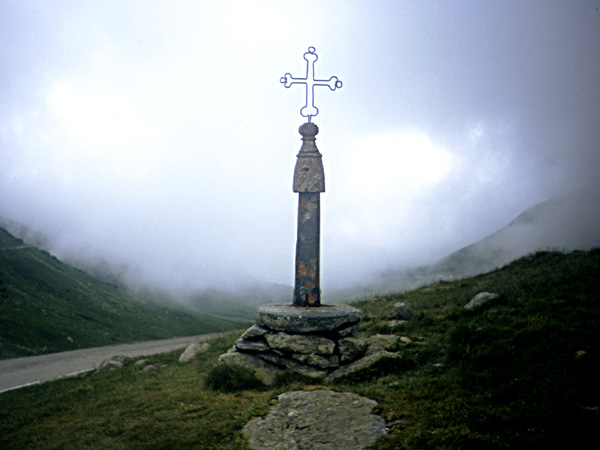
Col de la Croix-de-Fer

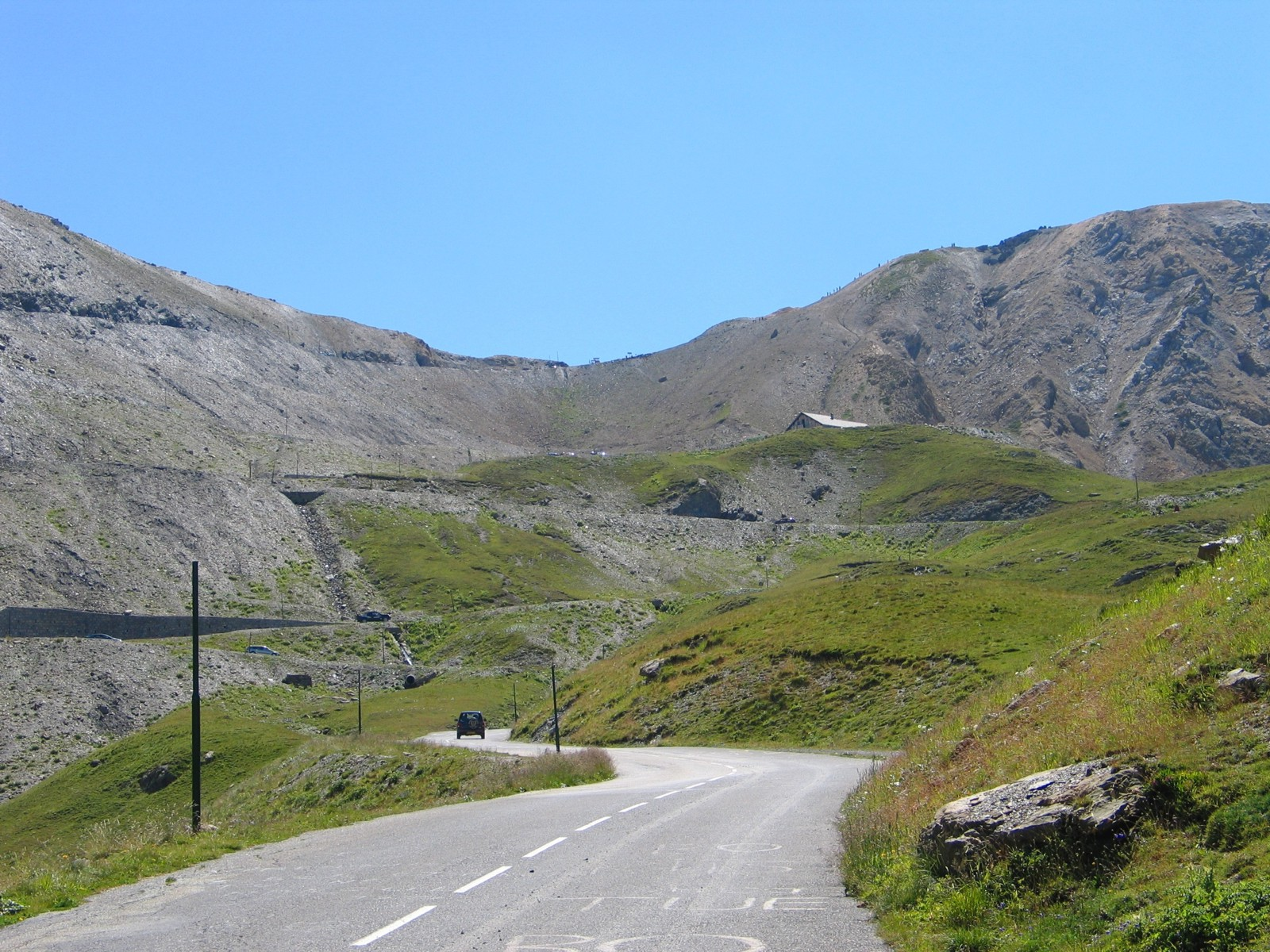
Colle del Galibier

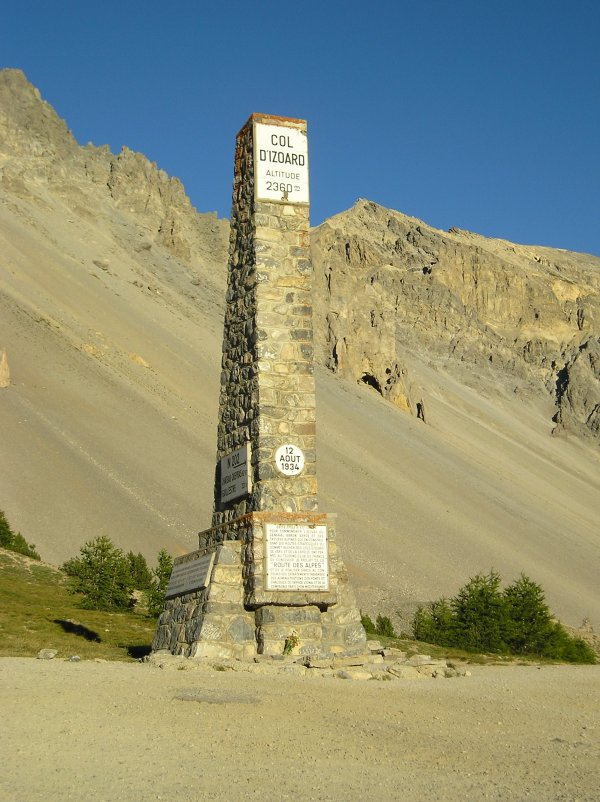
Colle dell'Izoard

- Colle del Piccolo Moncenisio (2184m)
- Colle della Seigne (2512m)
- Colle di Valle Stretta (2446m)

## Valichi alpini in Svizzera
- Wolfgang Pass (1631m)
- Zugerberg (1039m)
- Chilchzimmersattel (991m)
- Wildhaus Pass (1090m)
- Colle della Forclaz (1527m)
- Colle del Sanetsch (2044m)
- Passo Flüela o Flüelapass (2383m)

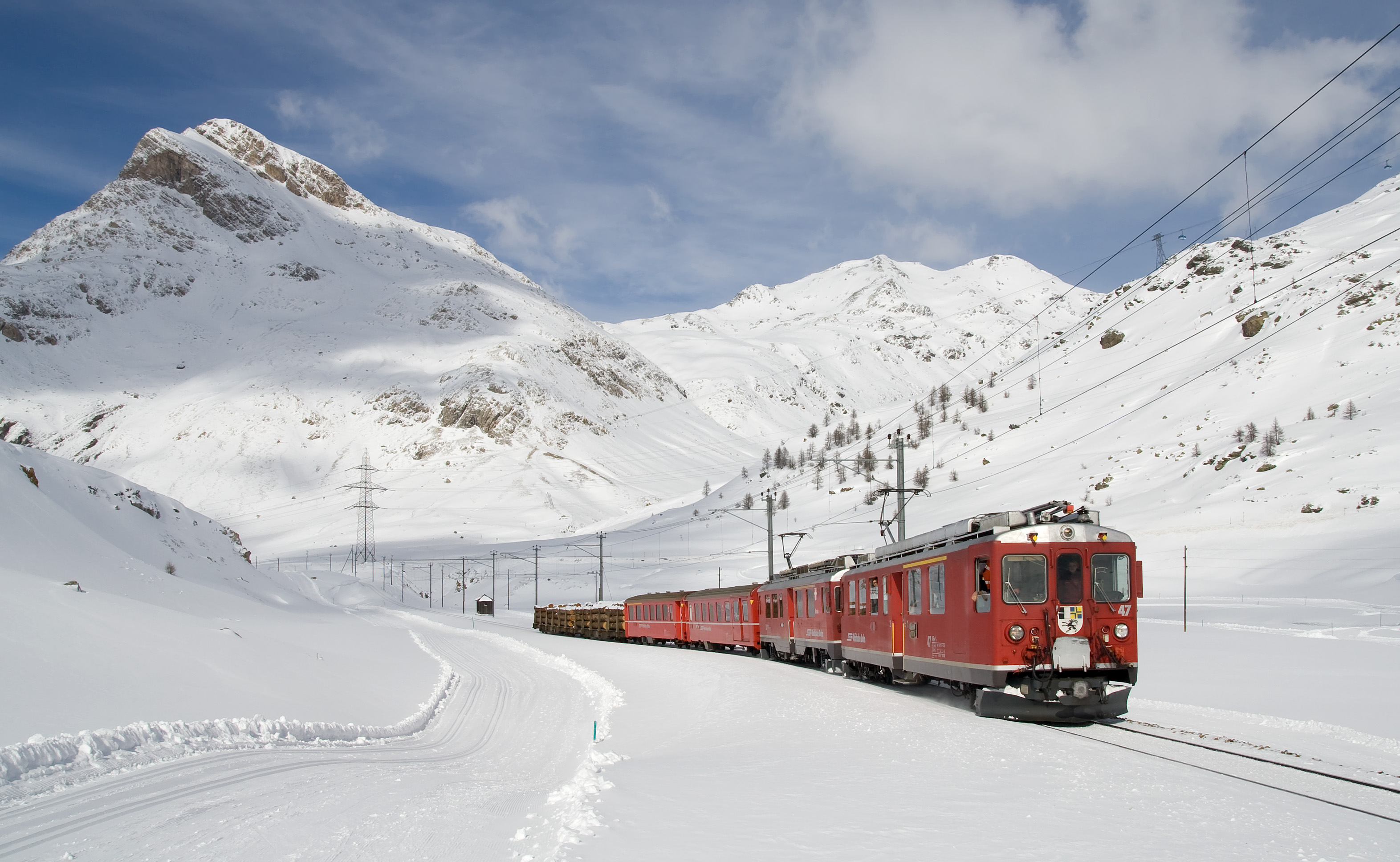
Passo del Bernina

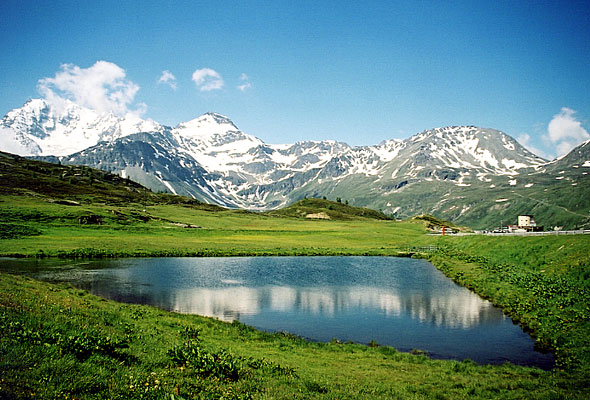
Passo del Sempione

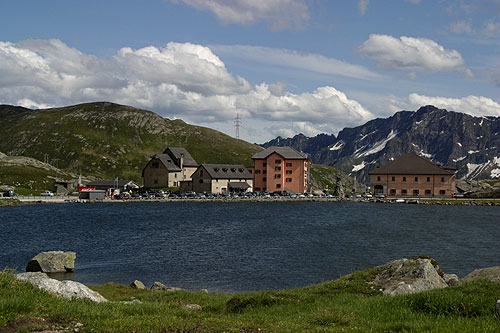
Passo del San Gottardo

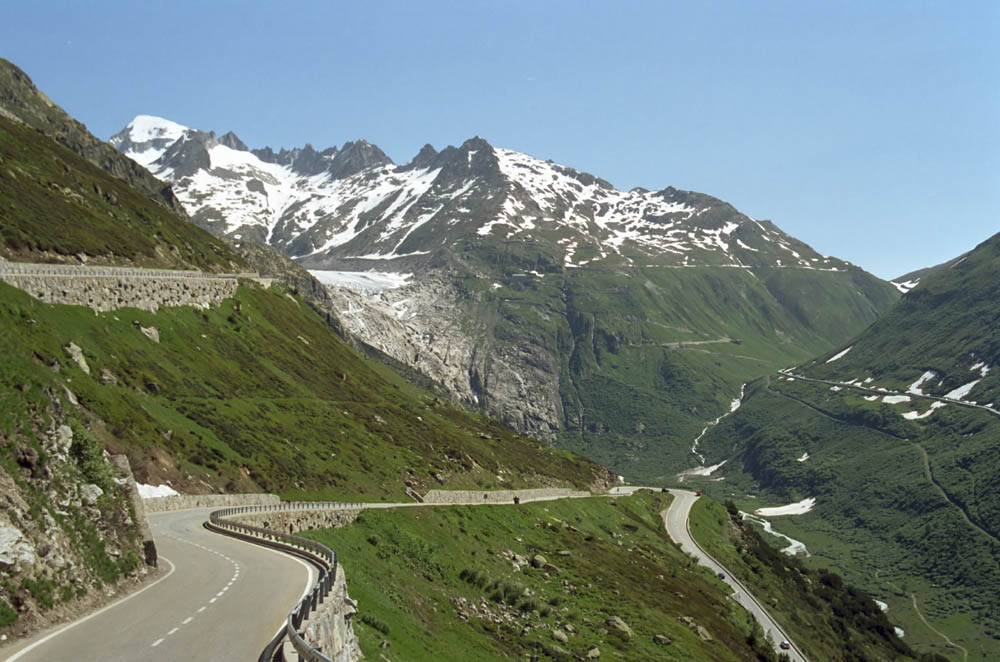
Passo della Furka

- Passo del Giulio o Julierpass (2284m)
- Passo del Bernina o Berninapass (2323m)
- Passo del Brünig (1035m)
- Passo del Forno (2149m)
- Passo del Grimsel (2165m)
- Passo del Klausen o Klausenpass (1948m)
- Passo del Lucomagno o Lukmanierpass (1916m)
- Passo del Monte Ceneri (554m)
- Passo del Sempione (2005m)
- Passo del San Bernardino (2085m)
- Passo del San Gottardo o Gotthardpass (2108m)
- Passo del Sattel (923m)
- Passo del Susten (2224m)
- Passo dell'Albula o Albulapass (2312m)
- Passo dell'Oberalp o Oberalppass (2044m)
- Passo della Furka o Furkapass (2431m)
- Passo della Novena o Nufenenpass (2478m)

Sentieri
- Rot Grätli (2544m)
- Passo del Settimo (2310m)
- Kleine Scheidegg (2061m)
- Colle di Sant'Anna (1342m)
- Schlappiner Joch (2202m)
- Passo Gemmi (2314m)
- Passo Lunghin (2644m)
- Passo della Greina (2359m)

## Valichi alpini in Austria
- Bielerhöhe (2032m)
- Passo dell'Arlberg (Arlbergpass, 1793m)
- Passo di Fern (Fernpass, 1212m)
- Gerlospass (1531m)
- Griessenpass (975m)
- Großglockner-Hochalpenstraße - Hochtor (2504m)

Sentieri
- Tuxerjoch (2338m)

## Valichi Alpini in Slovenia
- Passo della Moistrocca o Prelaz Vršič (1611m)

## Valichi Alpini in Croazia
- Passo di Vrata (879m.)